# Friends (Elton John)
Friends è una canzone scritta ed interpretata da Elton John; il testo è di Bernie Taupin.
È la prima traccia e la title track dell'album Friends, colonna sonora dell'omonimo film; fu l'unica ad uscire come singolo, raggiungendo la 34ª posizione nella classifica statunitense.
Si presenta come una canzone breve, ma decisamente melodica ed orchestrata; il punto centrale del testo di Taupin è l'amicizia, ricalcando il film dal quale la colonna sonora ha preso il nome. Nel pezzo suonano Dee Murray (al basso), Nigel Olsson (alla batteria) e Caleb Quaye (alla chitarra), mentre gli arrangiamenti sono opera di Paul Buckmaster.